# 保坂真由
保坂 真由 (ほさか まゆ、1995年11月17日 - ) は、日本のプロゴルファー。埼玉県北本市出身。東松山カントリークラブ所属。

## 経歴
9歳からゴルフを始め、2014年7月31日にプロテスト合格。高校時代には1年からJGAナショナルチームに入り活躍した。同期には柏原明日架、堀琴音、永峰咲希らがいる。2015年は下部のステップアップツアーを主戦場とした。同年のファイナルQTで上位に入りツアー出場権を確保した。翌2016年のオフには申ジエら一流プロとタイで合宿を行いショートゲームの腕を磨いた。

## 人物
血液型はB型。埼玉栄高等学校出身で、高校の先輩の渡邉彩香いわく「マイペース」な性格。趣味は映画鑑賞。

## テレビ出演
- ゴルフサバイバル (BS日テレ) - 2020年9月の陣